# Roger Bobo
Roger Bobo (Los Angeles, 8 giugno 1938 – Oaxaca de Juárez, 12 febbraio 2023) è stato un suonatore di tuba, direttore d'orchestra virtuoso e pedagogo per musicisti di ottoni statunitense.

## Biografia
Roger Bobo ha conseguito la laurea alla Eastman School of Music.
Nel 1961 ha eseguito il primo recital di tuba nella storia al Carnegie Hall.

Ha suonato in importanti orchestre tra cui vanno menzionate:
- Rochester Philharmonic Orchestra, 1956–1962 (diretta da Erich Leinsdorf)
- Royal Concertgebouw Orchestra, Amsterdam, 1962–1964 (diretta da Bernard Haitink)
- Los Angeles Philharmonic, 1964–1989 (diretta da Zubin Mehta, Carlo Maria Giulini, André Previn)

È stato cofondatore e direttore della Topanga Philharmonic Orchestra.
Ha diretto numerose altre orchestre e gruppi da camera in Nord America, Europa e Asia.
Nel 2001 si è ritirato dall'attività concertistica per dedicarsi completamente alla direzione d'orchestra e all'insegnamento.
Ha insegnato presso la Scuola di Musica di Fiesole vicino a Firenze e al Conservatorio di Losanna in Svizzera, al Rotterdams Konservatorium nei Paesi Bassi, al Royal Northern College of Music di Manchester, Regno Unito.
Ha vissuto 10 anni in Giappone dove ha insegnato alla Accademia di musica di Musashino.
La sua ultima residenza è stata in Messico, dove aveva fondato e diretto l'Oaxaca Brass Ensemble.

## Opere

### Dischi
- Roger Bobo & Tuba Play Galliard, Barat, Kraft, Hindemith, Wilder, with Ralph Grierson, Piano - insieme a Ralph Grierson
- Rock Requiem (Verve, 1971) - insieme a Lalo Schifrin
- Solo Brass : New Perspectives (Avant Records, 1973) - insieme a Thomas Stephens
- Botuba (Crystal Records, 1978)
- Gravity Is Light Today (Crystal Records, 1979)
- Prunes (Crystal Records, 1980) - insieme a Frøydis Ree Wekre
- Tuba Nova (Crystal Records, 1981)
- Bobissimo! The Best of Roger Bobo (Crystal Records, 1993)
- Tuba Libera (Crystal Records, 1994)
- Rainbo-bo - The man with the golden tuba (Crystal Records, 2007)

### Libri
- Mastering the Tuba (Editions Bim, 1996)

### Filmati
- Tuba Profondo (Plarm Yokohama, 2009)

## Curiosità
- Bobo è il soggetto della poesia di John Updike intitolata "Recital".[3]
- Nel 1967 ha commissionato e fatto realizzare la Tromba contrabbassa.

## Fonti
- http://www.rogerbobo.com/
- https://archive.is/20060511081511/http://www.classicalenthusiast.com/march05/0326051.php

1. ↑  https://www.nytimes.com/1961/04/01/archives/roger-bobo-gives-recital-on-tuba-instrument-rarely-heard-in-solo.html
2. ↑   Copia archiviata, su oaxacabrassensemble.org. URL consultato il 1º settembre 2018 (archiviato dall'url originale il 2 settembre 2018).
3. ↑  http://www.edstephan.org/webstuff/poetry/Updike-Recital.html